# Raffaele Cosimo de’ Girolami
Raffaele Cosimo de’ Girolami, auch Raffaele Cosimo De Girolami (* 10. September 1670 in Florenz; † 21. Februar 1748 in Rom), war ein italienischer Kardinal der Römischen Kirche.

## Leben
Er war das jüngere der zwei Kinder von Piero Zanobi de’ Girolami und dessen Ehefrau Maria Caterina Canigiani. Raffaele Cosimo de’ Girolami studierte an der Universität Pisa und erlangte dort am 9. Juni 1695 den akademischen Grad eines Doctor iuris utriusque. An der Universität Florenz setzte er seine Studien fort und wurde dort am 24. November 1699 Magister der Theologie. Von 1688 bis 1699 war er Kanoniker des Kathedralkapitels in Florenz, bis er dieses Amt aufgab und nach Rom zog. 1690 wurde er Mitglied der Florentiner Accademia della Crusca. Dort wurde er Mitarbeiter des Kardinals Renato Imperiali. Am 4. Dezember 1710 wurde er Referendar der Apostolischen Signatur. Später wurde er zum Konsultor der Kongregation der römischen und allgemeinen Inquisition sowie der Ritenkongregation ernannt. Ab 1721 war er Sekretär der Kongregation für Ablässe und die heiligen Reliquien. Die Priesterweihe empfing Raffaele Cosimo de’ Girolami am 25. Juli 1726.
Er wurde am 8. März 1728 zum Titularerzbischof von Tamiathis ernannt. Die Bischofsweihe spendete ihm am 11. April 1728 in der Kirche San Giovanni dei Fiorentini Papst Benedikt XIII.; Mitkonsekratoren waren Erzbischof Francesco Scipione Maria Borghese und Bischof Nicola Saverio Santamaria. Von Mai 1728 bis April 1737 war er Assessor der Kongregation für die römische und allgemeine Inquisition, danach Sekretär der Kongregation für die Bischöfe und Regularen. Er galt als ein hervorragender Theologe.
Im Konsistorium vom 9. September 1743 kreierte ihn Papst Benedikt XIV. zum Kardinalpriester, den roten Hut erhielt Raffaele Cosimo de’ Girolami am 12. September desselben Jahres, und am 23. September 1743 wurde ihm San Marcello als Titelkirche zugeteilt. Am selben Tage wurde er Präfekt der Kongregation für Ablässe und die heiligen Reliquien, was er bis zu seinem Tode blieb. Am 10. November 1744 wurde er zudem Präfekt der Kongregation für die Bischöfe und Regularen, auch dieses Amt hatte er bis zu seinem Tod inne.
Beigesetzt wurde er in seiner Titelkirche San Marcello.